# War of the Worlds (film fra 2005)
War of the Worlds er en katastrofe-/science fiction-film fra 2005 baseret på H.G. Wells' roman af samme navn. Filmen er instrueret af Steven Spielberg og har Tom Cruise, Dakota Fanning og Justin Chatwin i hovedrollerne.
Filmen bygger på det meget anvendte plot, at Jorden angribes af rumvæsener og følger menneskets kamp for overlevelse.

## Rolleliste (udvalg)
| Skuespiller    | Rolle            |
| -------------- | ---------------- |
| Tom Cruise     | Ray Ferrier      |
| Miranda Otto   | Mary Ann Ferrier |
| Tim Robbins    | Ogilvy           |
| Dakota Fanning | Rachel Ferrier   |
| Frank Welker   | Aliens           |